# Johnson Stadium no Doubleday Field
Johnson Stadium no Doubleday Field está localizado no campus da Academia Militar dos Estados Unidos, em West Point, Nova Iorque, e é a casa da equipe de beisebol universitário Army Black Knights.

## História
Doubleday Field tem o nome em homenagem a Abner Doubleday, um membro de West Point da turma de 1842. Army Black Knights official website.</ref> o campo foi dedicado em maio de 1939, que foi celebrado pela American League e National League por ocasião do centenário do beisebol.

## Remodelagem em 1996
Após uma grande remodelagem, o novo Johnson Stadium no Doubleday Field foi formalmente dedicado em 13 de setembro de 1996. O projeto incluiu novos vestiários, sala de musculação, instalações, e 880 assentos fixos.

## Cadetes
Ao longo da ala destinada aos visitantes geralmente há um grupo de cadetes e ex-cadetes da Academia Militar dos Estados Unidos, que são conhecidos por dar às equipas adversárias (e árbitros) um momento difícil.

## Vista
Johnson Stadium está situado no coração de West Point. Atrás da direita do campo você pode ver a biblioteca e outros edifícios, e por trás da esquerda do campo está o rio Hudson.